# Love (band)
 For alternative betydninger, se Love. (Se også artikler, som begynder med Love)
Love var en amerikansk rockgruppe fra de sene 60’ere og tidlige 70’ere. Gruppen bestod af sanger, sangskriver og guitarist Arthur Lee og gruppens anden sangskriver, guitarist Bryan MacLean.
Love var den første rockgruppe, som blev skabt til den tids progressive pladeselskab Elektra Records. Gruppen var i sin første inkarnation raceintegreret, hvilket var helt ualmindeligt i 1965. 
Love var i perioden fra 1966-1970 omgærdet af en del mystik af grunde som i sig selv var lidt mystiske og som – set i bakspejlet – nok først og fremmest lå i, at gruppen sjældent bevægede sig væk fra sin L.A.-base og stort set aldrig optrådte i større sammenhænge.
Gruppen udgav i disse år seks lp'er – heriblandt Forever Changes, der i dag regnes som et mesterværk på linje med The Beatles' Sgt. Peppers Lonely Hearts Club Band og var stærkt medvirkende til en kraftig udvidelse af begrebet rockmusik, men herefter mistede den ubestridte leder, Arthur Lee, tilsyneladende enhver kontakt med sin tidligere skaberkraft. Magien udeblev på False Start fra 1970 (på trods af medvirken fra Jimi Hendrix), og Lee indledte snart en ujævn solokarriere præget af uregelmæssige op- og nedture.
Undervejs blev Love gendannet og udsendte plader uden nogen større succes. I midten af 90'erne gik det dog helt galt. Lee røg i fængsel i seks år for at havde affyret sin pistol op i luften under en af sine mange eskapader. Efter sin løsladelse i 2001 gendannede han Love med nye musikere – såvel MacLean som Forsi og Conka var i mellemtiden døde. Herefter turnerede han  i Nordamerika og Europa, hvor gruppen bl.a. spillede Forever Changes i sin helhed. Som sådan besøgte Love bl.a. Pumpehuset i København i maj 2002.
Den 3. juli 2006 mistede rockscenen så en af sine helt store originaler, da Arthur Lee afgik ved døden af leukæmi i sin fødeby Memphis, 61 år gammel.

## Diskografi

### Albums
- 1966: Love
- 1967: Da Capo
- 1967: Forever Changes
- 1969: Four Sail
- 1969: Out Here
- 1970: False Start
- 1992: Arthur Lee & Love
- 2009: Love Lost
- 2012: Black Beauty